# Обсада на Тир
Вижте пояснителната страница за други значения на Обсада на Тир.
Обсадата на Тир през 332 г. пр.н.е. от македонските войски на Александър Велики продължава седем месеца. Александър не успява да превземе града с традиционни средства, тъй като той се намира на остров и стените му са до самото море. Той заповяда на инженерите си да използват останки от изоставения град на сушата, за да построят път през морето и когато обсегът на стенобойните му машини достига пределите на града той го обстрелва, а също и от кораби, за да пробие най-сетне укрепленията. Според Ариан Тир загубва 8000 души, а Александър 400. Александър помилва тирана на града и неговото семейство, а 30 000 пленници биват продадени като роби.

## Предистория
След като разбива персийския шаханшах Дарий III при Иса, Александър се спуска на юг по средиземноморския бряг към Финикия, за да осигури тила си срещу персийската флота. Финикийските градове Библос, Сидон и Аруад му се подчиняват, но най-големият Тир, който притежава една от най-големите флоти в Средиземно море, отказва да допусне македонците, въпреки че обещава да сключи съюз с Александър и да не помага на персийците.
Тир, най-големият и важен град-държава на Финикия, е разположен на брега на Средиземно море и на близък остров с две естествени пристанища откъм сушата. По времето на Александър островът отстои на около 800 м от брега, а крепостните му стени са високи 60 м и са до морето от източната страна, обърната към сушата.
По времето на обсадата населението на града е приблизително 40 000 души, макар че жените и децата са евакуирани в Пунически Картаген, древна и най-значима финикийска колония на запад. Картагенците обещават също да изпратят прочутата си флота на помощ на своя град-майка. Тъй като Александър няма много кораби, пълководецът решава са превземе града и така да отнеме последното пристанище на персийците в региона с цел да не бъде изненадан неприятно с удар в гърба, чрез дебаркиране на съюзнически на персийците войски от запад.

## Ход на обсадата
Александър не може да нападне града от морето и затова заповядва построяването на около километър дълъг път (дига) към острова през залива, който е дълбок не повече от 2 m. Мостът би позволил обсегът на метателните му машини да достигне града. За строителни материали се ползват останките на стария град Тир на сушата, които са каменни. Когато работещите по дигата се приближават към новия град обаче морето става доста по-дълбоко. Атаките на обсадените от стените, както и нападенията на тирския флот правят по-нататъшното продължаване на строежа почти невъзможно. Затова Александър заповяда построяването на две високи 50 m кули, които са придвижени на края на моста. Подобно на повечето обсадни кули на Александър те са артилерийски платформи с катапулти на върха, които да обстрелват с камъни отдолу защитниците на стените с балиста, както и противниковите кораби. Кулите са направени от дърво, но са обвити със сурови кожи, които да ги предпазят от запалени стрели. Въпреки че тези кули вероятно са най-големите от този вид, построявани някога, защитниците на Тир бързо измислят контраатака. Те използват стар кораб за транспортиране на коне, напълвайки го със сухи клони, смола, сяра и разни други запалими вещества. След това увесват казани с масло от мачтите, така че да паднат върху палубата щом мачтите изгорят. Също така добавят баласт на кърмата на кораба, така че носът му да се издигне над водата. След това го подпалват и го насочват срещу края на мостовата дига, на която са платформите. Тирският кораб се разбива в основата на македонските платформи и пожарът бързо се разпространява, обхващайки двете кули. Тирските кораби се струпват около кея, унищожавайки обсадното оборудване, което не се е запалило и отблъсквайки македонците, които се опитват да потушат огъня.
Александър се убеждава, че не би могъл да превземе града без флота. Останалите финикийски кораби от съюзените на Александър финикийски градове обаче се били завърнали в метрополиите си, които се подчинили на македонския пълководец. Лоялността на финикийците към родните им градове (най-вече Сидон) позволява на Александър да се сдобие с 80 кораба. По същото време от Кипър пристигат други 120, които чули за македонските победи и сами поискали да се присъединят към Александър. С пристигането на още 23 кораба Александър получава на разположение общо 223 кораба под командването си. Той бързо блокира и двете пристанища на град Тир с флотата си. На някои от по-бавните галери и на няколко шлепа са поставени тарани, единственият известен случай на употреба на тарани на кораби. Откривайки, че големи подводни каменни блокове пречат на тараните да достигнат градските стени, Александър ги премахва чрез кораби-кранове. Тараните се закотвят в близост до стените, но защитниците изпращат кораби и гмуркачи, които да прережат въжетата на котвите. Александър отвръща като ги заменя с вериги. Защитниците забелязват, че Александър се връща на сушата по едно и също време всеки ден за обяд, което по същото време прави и флотата му. Те контраатакуват с вилазка по това време македонците, но откриват, че Александър е пропуснал следобедния си сън и македонците отблъскват успешно нападението.

### Превземането на Тир
Александър започва да изпитва стените в различни точки със своите тарани докато не прави малък пробив от южната страна на острова. Тогава той координира атака през пробива с бомбардиране от всички страни от флотата си. Александър лично участва в щурма срещу града, биейки се от върха на обсадна кула. Щом веднъж войниците му успяват да проникнат в града те лесно взимат надмощие над гарнизона и превземат града. Гражданите, които намерат убежище в храма на Херакъл, биват помилвани от Александър, включително тирана на финикийския град.
Според Квинт Курций Руф 6000 тирски войници са избити в града, а 2000 тирчани са разпънати на кръстове по протежението на брега. Останалите, около 30 000 души, са продадени в робство, както заради продължителността на обсадата, така и защото защитниците на града били екзекутирали някои пленени войници на стените.
След края на битката, сидонците отвеждат оцелелите свои съседи – тирчани да се лекуват в храма на Ешмун.